# Park City (Montana)
Park City é uma Região censo-designada localizada no estado americano de Montana, no Condado de Stillwater.

## Demografia
Segundo o censo americano de 2000, a sua população era de 870 habitantes.

## Geografia
De acordo com o United States Census Bureau tem uma área de
2,7 km², dos quais 2,7 km² cobertos por terra e 0,0 km² cobertos por água. Park City localiza-se a aproximadamente 1036 m acima do nível do mar.

## Localidades na vizinhança
O diagrama seguinte representa as localidades num raio de 36 km ao redor de Park City.